# Cattedrale di Nostra Signora (Copenaghen)
La cattedrale di Nostra Signora (in danese Vor Frue Domkirke) è il principale luogo di culto luterano di Copenaghen e chiesa madre della diocesi di Copenaghen.
Situata nei pressi dell'università della città, fu inaugurata nel 1829 e disegnata dall'architetto Christian Frederik Hansen, in stile neoclassico e ornata dalle sculture di Bertel Thorvaldsen.

## Storia

### Dal XII al XIV secolo
La costruzione della chiesa, realizzata nello stesso periodo della Chiesa Collegiata di S. Maria, è iniziata nel 1187 sotto il Vescovo Absalon, vicino alla attuale città di Copenaghen. 
Absalon (1128-1201) fu vescovo di Roskilde e trascorse la sua vita a difendere la Danimarca e a costruire chiese e monasteri. Fu nominato Arcivescovo di Lund nel 1178 ed accettò solo sotto minaccia di scomunica. La chiesa fu costruita in stile romano, con i suoi archi a tutto sesto, all'interno e all'esterno. All'epoca la Chiesa apparteneva alla cattedrale di Roskilde, sede del Vescovo di Zelanda.
A causa di un incendio, nel 1314, la Cattedrale venne riedificata, quasi interamente, utilizzando materiali più sostenibili, come il mattone. L'edificio fu ricostruito in stile gotico, con i suoi tipici archi ogivali e la ricostruzione si protrasse  fino al 1388; solo durante il regno di Cristiano II fu ultimata la grande torre.

### Il XV secolo e la riforma protestante

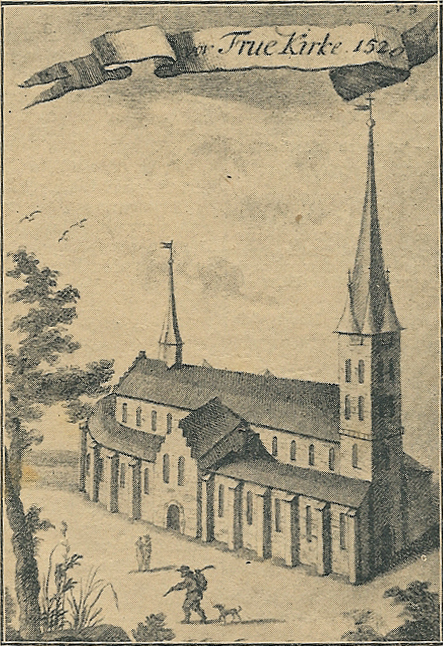
La cattedrale nel 1520

Tra il 1445 e il 1648 fu utilizzata per le cerimonie reali, tra cui le nozze del re Cristoforo III e della regina Dorotea nel 1445, e l'incoronazione del re Federico III e della regina Sofia Amelia nel 1648.
All'inizio del 1479, in una parte della chiesa venne fondata una scuola che in seguito divenne l'Università di Copenaghen. Fu incaricato un professore di Colonia, in Germania, che propose un corpo docente internazionale che aprì la Danimarca alle grandi idee e filosofie del momento. L'università sfidò la crescita del movimento protestante ma venne infine chiusa, per poi riaprire nel 1537 come centro di studi luterano.
La riforma protestante introdusse radicali cambiamenti nella stessa cattedrale. I cittadini di Copenaghen avevano scelto Lutero, ma i funzionari cattolici presso la collegiata cercarono di mantenere la chiesa come un centro di resistenza cattolica. Con un decreto reale, a sedare le contese, ai sacerdoti cattolici e ai predicatori luterani fu ordinato di utilizzare la chiesa unicamente per scopi propri. Il 27 dicembre 1530, tuttavia, centinaia di cittadini distrussero le statue e il coro, vesti, altare e le attrezzature furono spogliate di gioielli e oro, le reliquie furono distrutte, anche i 17 altari, riccamente dorati, furono spogliati di qualsiasi addobbo di valore e distrutti. Altresì il nome di Santa Maria divenne Nostra Signora (in danese: Vor Frue Kirke), per mantenere il riferimento storico a Maria, senza altra denominazione. Appena un anno dopo, la Chiesa celebrò l'accettazione dell'Ordine luterano presieduto da Johan Bugenhagen, vicino a Martin Lutero. Nel 1539 avvenne la proclamazione del primo sovrintendente luterano, più tardi vescovo, della Danimarca; nel 1568 il decano della Chiesa fu incaricato di definire la prassi per la chiesa luterana sotto la direzione del Vescovo di Zelanda, che da quel momento conservò il ruolo nella Chiesa Nazionale Danese.
Nel 1573 e 1585 diversi fulmini colpirono la chiesa con il collasso di alcune volte, di una torre e del tetto. La torre fu abbattuta e ricostruita nel 1609.

### Il XVIII secolo

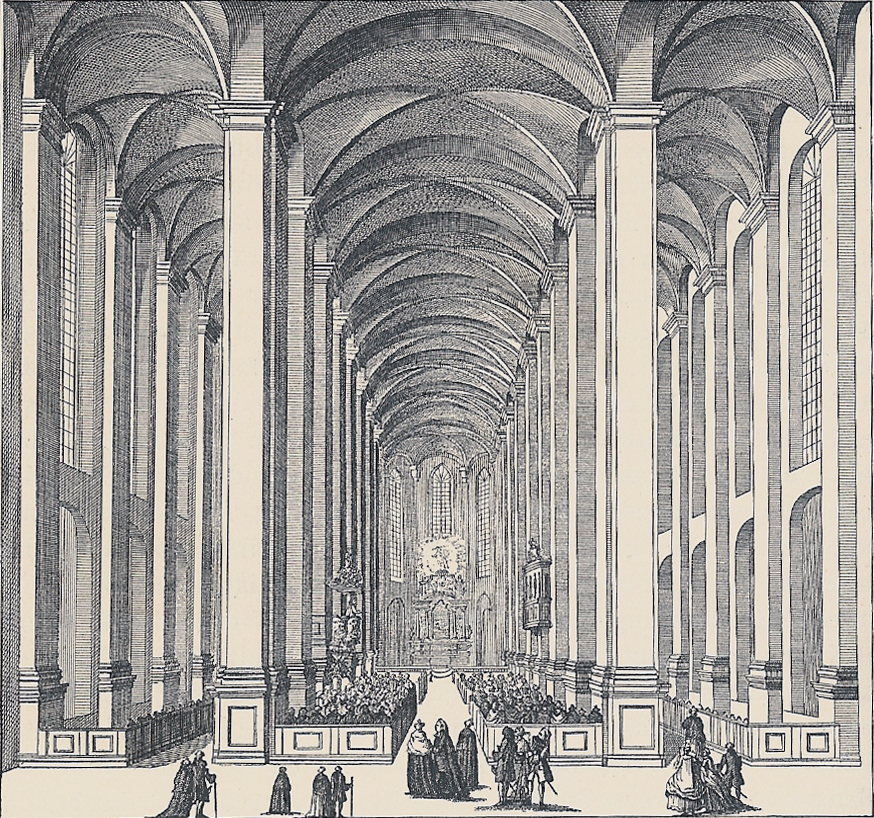
Interno della cattedrale nel XVIII secolo

La cattedrale medievale, insieme a circa un terzo di tutto il resto della città, bruciò in un incendio di quattro giorni nel mese di ottobre del 1728. Furono distrutte anche tutte le numerose cappelle e le ottanta epigrafi, alcune appartenenti ai più eminenti nobili e ricchi parrocchiani della cattedrale. La chiesa fu ricostruita nel 1738 con mattoni rossi e con una semplice lunga navata con coro semicircolare sul fondo, essenzialmente sullo stesso piano, come la chiesa medievale. L'interno fu riedificato in una combinazione di stile gotico e di barocco del tempo. Una fila di cappelle laterali della navata e del coro con cinque navate le davano l'aspetto impressionante che avrebbe colpito tutti i suoi futuri visitatori, compreso il re Cristiano VI, che sovrintese alla costruzione del progetto con impazienza. Friedrich Ehbisch scolpì un nuovo altare nella migliore tradizione barocca; le antiche lapidi della vecchia chiesa furono sostituite; l'esterno fu ricostruito completamente in mattone rosso con l'eccezione di un portale in arenaria sotto la guglia.
Dopo l'incendio del 1728 la nuova torre rosa, superiore a quella precedente, fu modellata come la guglia di S. Martin, nei dintorni di Londra; nella nuova guglia affusolata furono spostate le campane della chiesa di San Nikolai e nel 1743 fu aggiunta alla torre una serie di quattro nuove campane: la più grande di esse, "The King's Bell", pesava poco più di 6000 kg. Nel corso della storia della torre vi si sono avvicendate  42 campane. Era uso di pagare un extra per lo scampanio dopo matrimoni e funerali, e questo fu motivo di denuncia da parte di studenti universitari che venivano disturbati negli studi. Un piccolo campanile nello stesso stile fu aggiunto al tetto sopra la linea di coro.

### La nuova cattedrale
Nel settembre del 1807 la cattedrale cadde vittima dal bombardamento di Copenaghen da parte della Marina britannica sotto l'ammiraglio James Gambier nelle guerre napoleoniche. L'ammiraglio chiese la rinuncia della flotta danese e della città a combattere, ma i danesi rifiutarono. Tuttavia, con la maggior parte dell'esercito al confine dello Schleswig-Holstein, la città era quasi inerme: per tre giorni la flotta britannica bombardò la città e le fortificazioni costiere. La chiesa fu poi rasa al suolo lungo la vicina sezione di Copenaghen. Copenaghen, dopo aver dichiarato la resa, dovette ritirare la propria flotta in una sconfitta umiliante per la Danimarca.

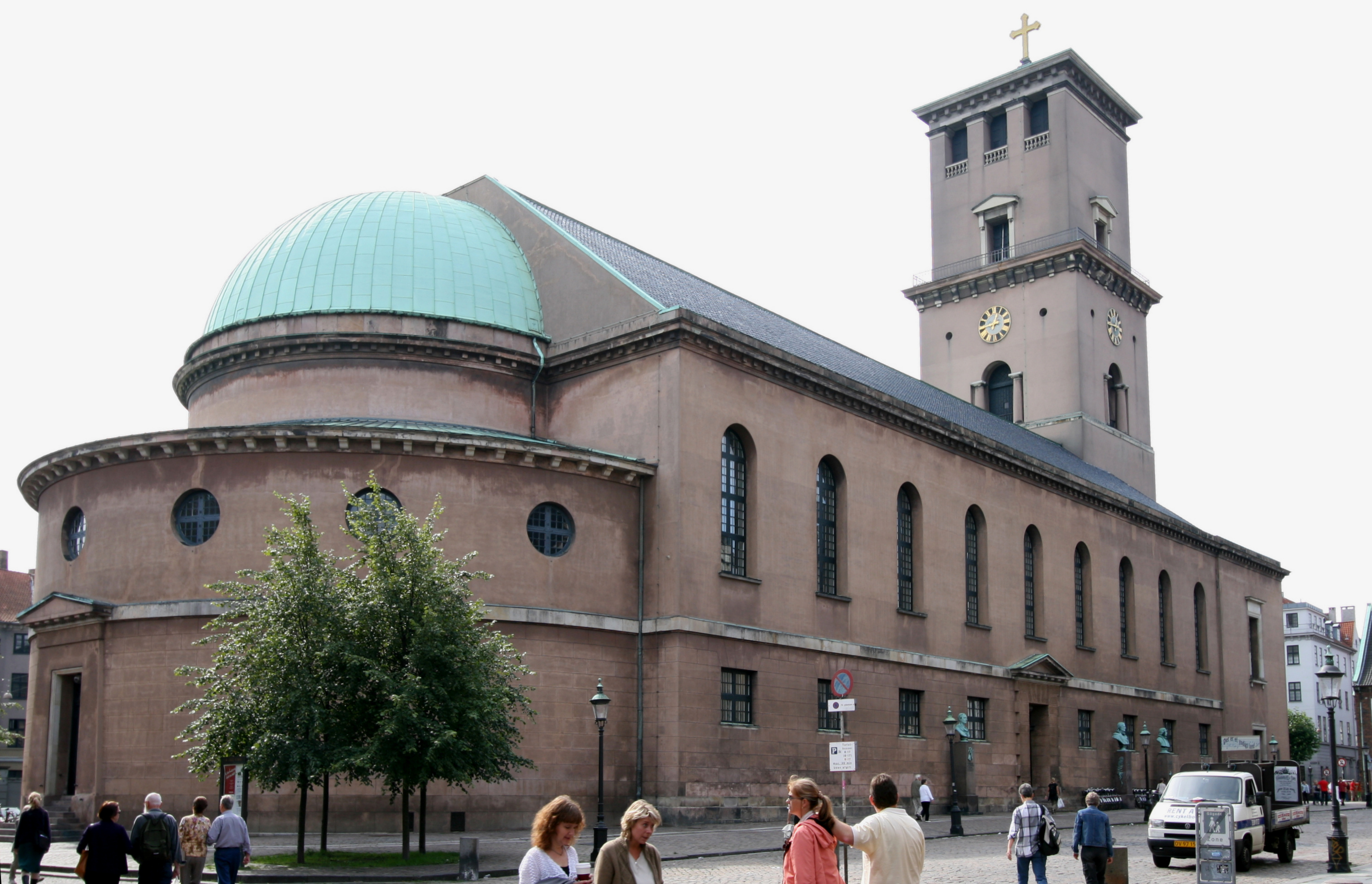
Esterno della cattedrale ottocentesca

Il miglior architetto della Danimarca, Christian Frederik Hansen, ridisegnò la cattedrale in stile neoclassico. A causa della mancanza di risorse, inserì elementi di muri superstiti al bombardamento e furono ingrandite le vecchie volte superstiti fino a adattarsi al nuovo stile. La pietra angolare fu deposta nel 1817 e il lavoro completato entro il giorno di Pentecoste del 1829. A Bertel Thorvaldsen venne conferito il compito di decorare l'interno e arricchirlo con statue di Cristo e degli apostoli, mentre altri artisti contribuirono con sculture e dipinti.
La torre, costruita sulla vecchia torre medievale, fu il risultato di un controverso ripensamento: lo stile neoclassico non prevedeva torri, ma i cittadini chiesero e ottennero una torre modellata sulla vecchia torre medievale. La torre è alta 60 metri e contiene quattro campane.
La chiesa è stata designata cattedrale nazionale della Danimarca solo nel 1924. Ristrutturazioni importanti sono state predisposte dal professor Vilhelm Wohlert nel 1977-1979, con la rimozione di varie aggiunte che si erano accumulate nell'interno della chiesa nel corso degli anni. Un nuovo grande organo a canne è stato completato nel 1995, con un secondo nel coro aggiunto nel 2002. La cripta è stata trasformata in un museo che contiene i modelli delle costruzioni nell'arco dei secoli.
L'architetto Hansen ha tratto ispirazione per la concezione dell'edificio dall'architettura romana e dal Palladio; la grande navata richiama alla mente i progetti di Étienne-Louis Boullée per una biblioteca pubblica.

## Descrizione

### Misure e dimensioni
| Parametro              | Misura |
| ---------------------- | ------ |
| Lunghezza totale       | 83 m   |
| Lunghezza della navata | 60 m   |
| Larghezza              | 33 m   |
| Altezza del campanile  | 60 m   |
| Altezza della volta    | 25 m   |

### Esterno

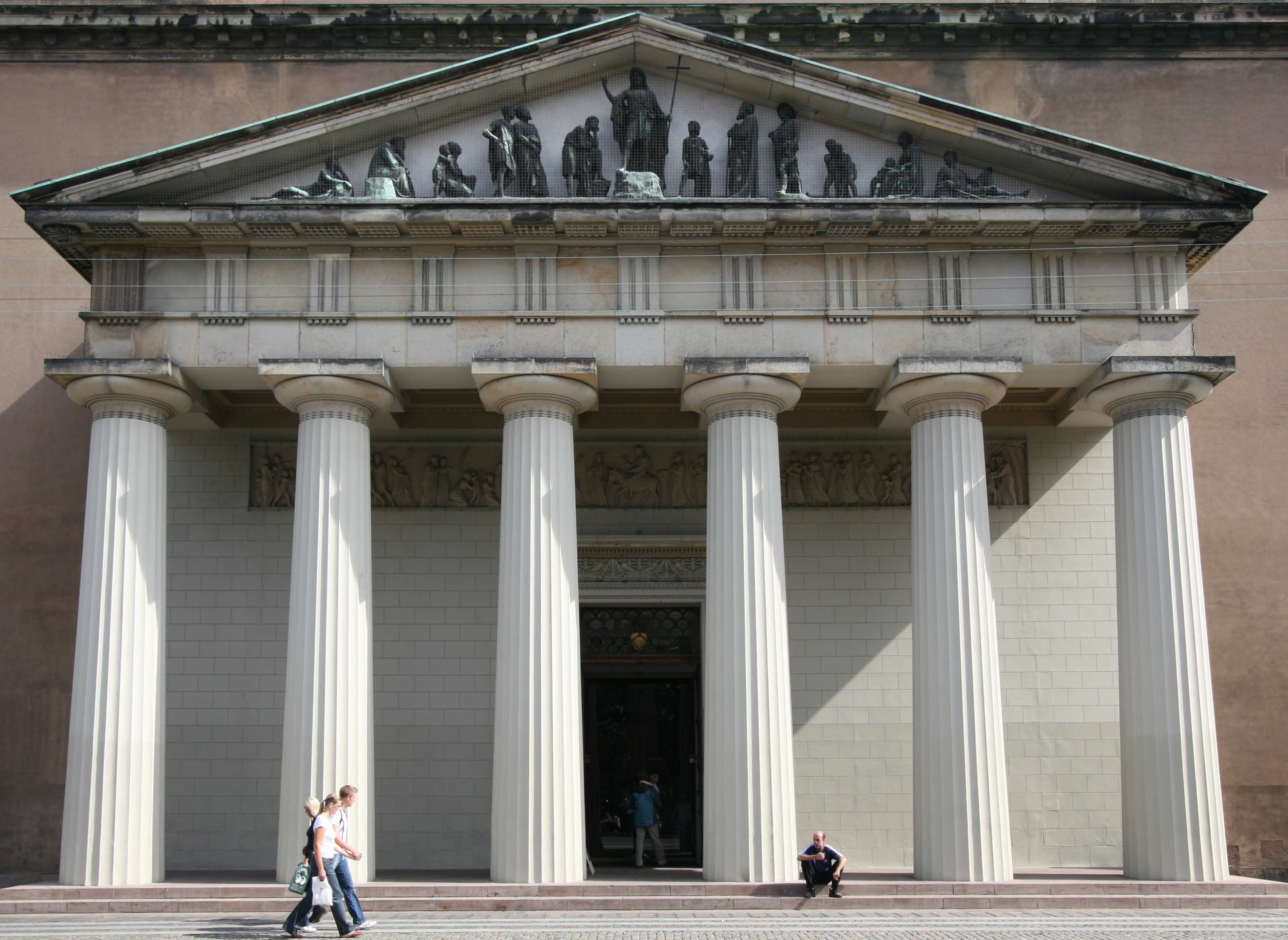
Il pronao

La facciata della cattedrale è preceduta da un pronao, con prospetto costituito da un frontone triangolare poggiante su un architrave con triglifi sorretto da sei colonne con scanalature doriche. Nel frontone, si trova un gruppo scultoreo in bronzo raffigurante La predicazione di Giovanni Battista, di Thorvaldsen. Nel pronao si apre il portale, sopra il quale vi è un fregio raffigurante l'Ingresso di Gesù a Gerusalemme. Alla destra del pronao, si trova una statua in rame raffigurante Mosè, opera di Herman Wilhelm Bissen. Alla sinistra del pronao, invece, si trova la statua in rame raffigurante Re David, opera di Jens Adolf Jerichau. La facciata è sormontata dalla torre campanaria, con tre ordini separati da cornicioni; nell'ordine superiore, sulla parte anteriore come su quella posteriore, si apre una semplice trifora che dà sulla cella campanaria, all'interno della quale si trovano quattro campane, tra le quali la più antica campana della Danimarca, risalente al 1490, e la più grande campana del paese, la Stormklokken, che pesa 4 tonnellate.

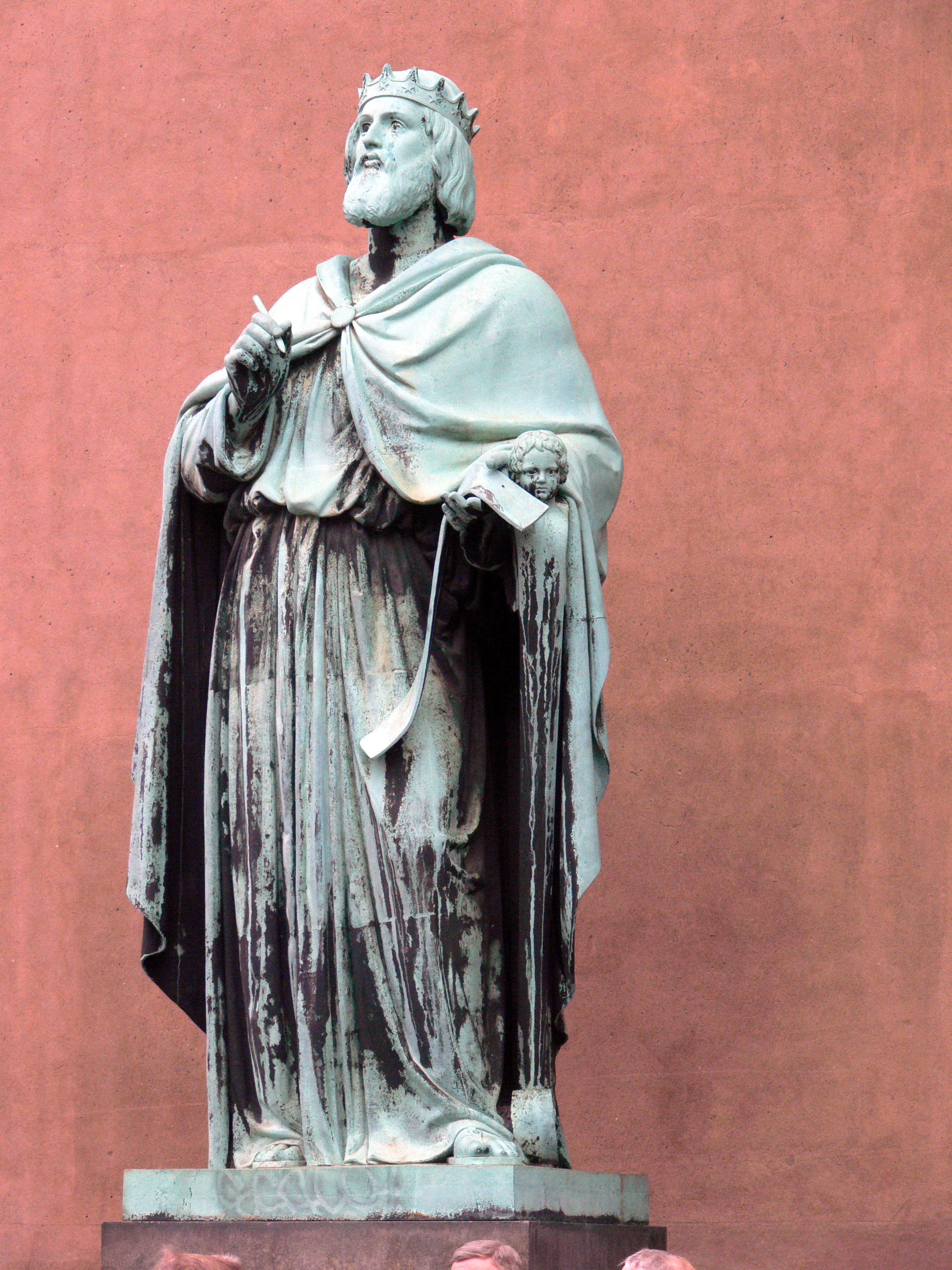
Re David, di Jens Adolf Jerichau
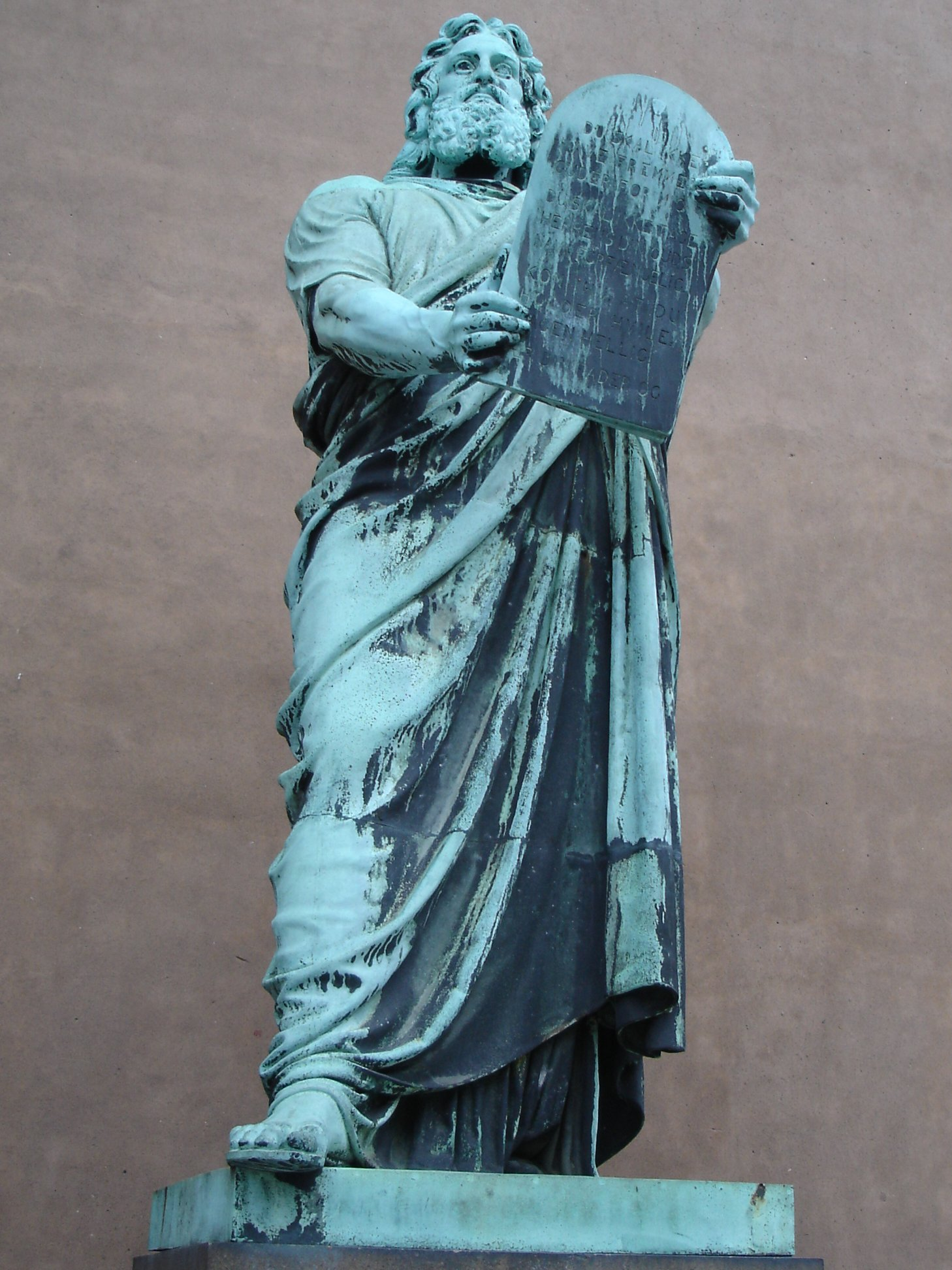
Mosè, di Herman Wilhelm Bissen

### Interno

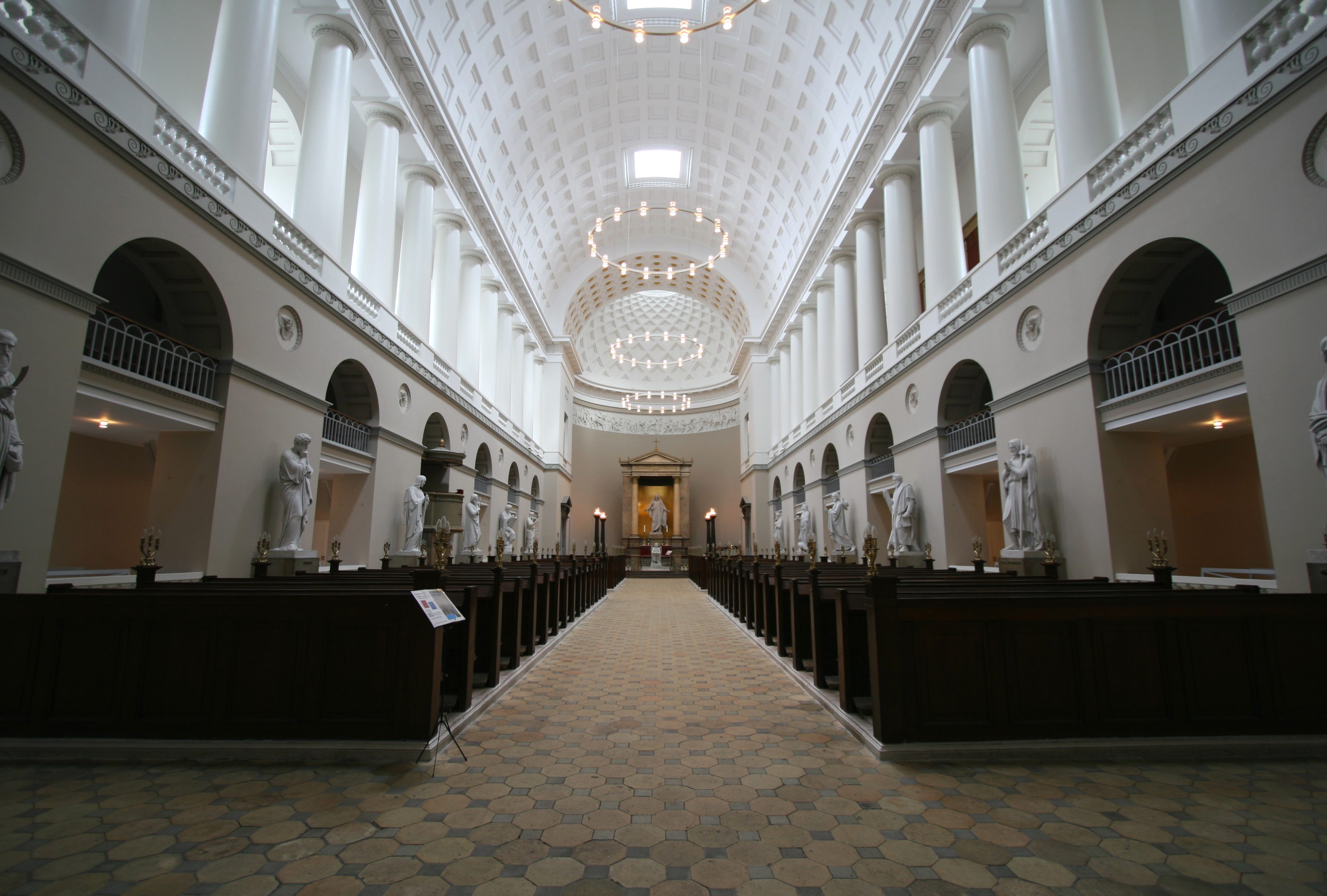
Interno

L'interno della cattedrale è costituito da un'ampia navata coperta con volta a botte cassettonata e affiancata da due basse navate laterali con le quali comunica attraverso degli archi a tutto sesto. Al di sopra delle navate laterali, vi sono due matronei, ognuno dei quali è separato dalla navata maggiore tramite una fila di colonne cretesi; il matroneo continua anche in controfacciata, formando una doppia cantoria. Alla fine, la navata centrale si restringe formando un profondo sottarco che termina con l'abside semicircolare.
Lungo le pareti laterali della navata centrale, vi sono dodici statue in marmo di Carrara realizzate dal famoso scultore danese Bertel Thorvaldsen: esse raffigurano i dodici Apostoli. Del Thorvaldsen sono anche le sculture del presbiterio, soprelevato di alcuni gradini rispetto al resto della chiesa: il pregevole fonte battesimale, costituito da un angelo inginocchiato che regge una conchiglia, e il Redentore, posto nell'ancona dell'altare.

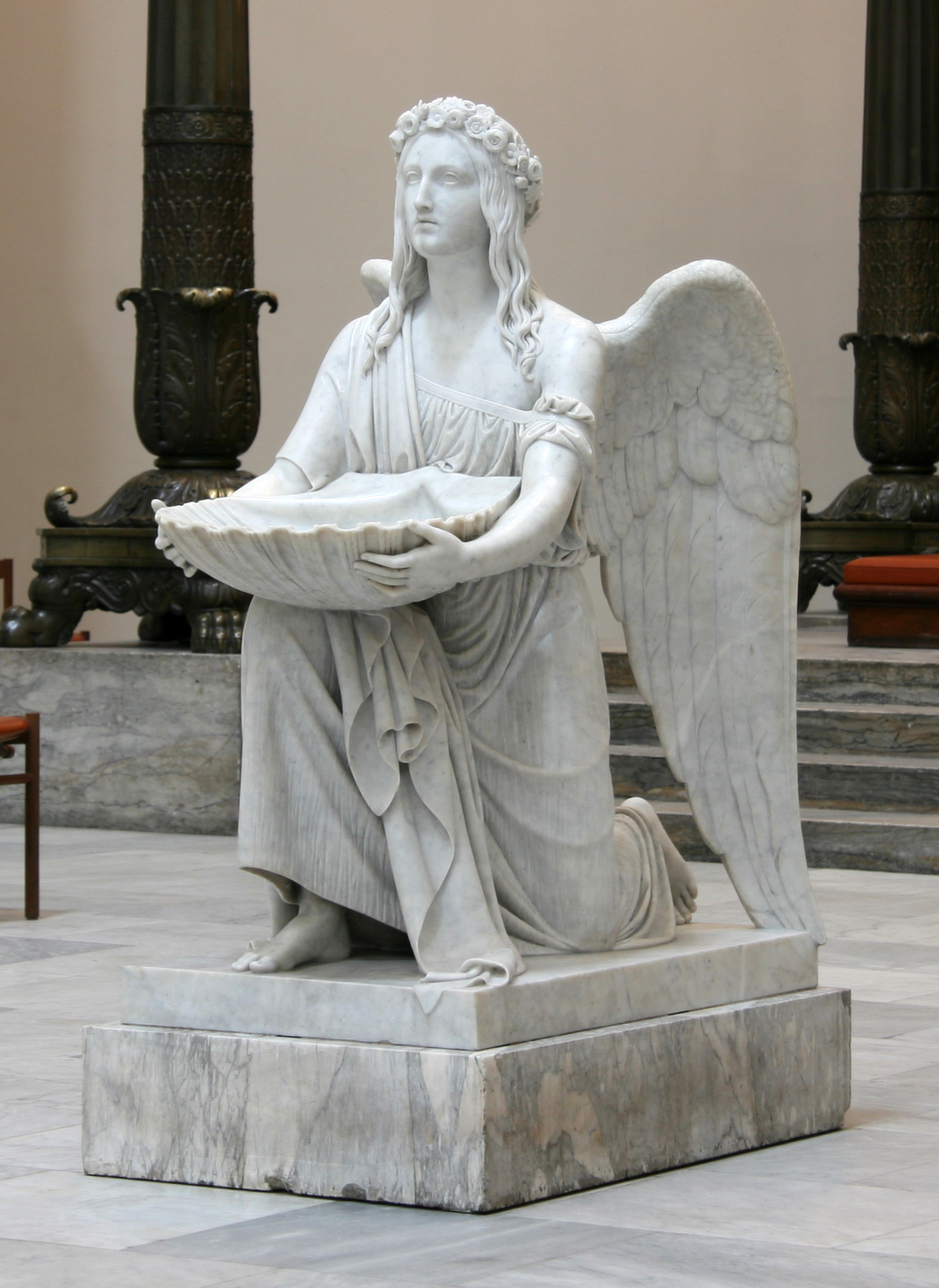
Il fonte battesimale
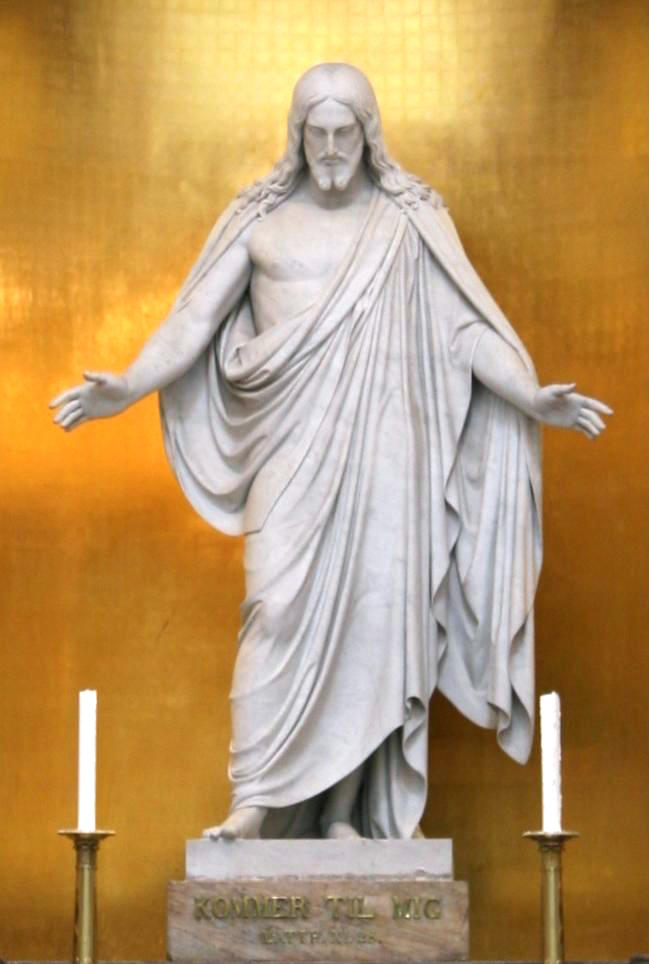
Il Redentore

### Organi a canne

#### Organo maggiore

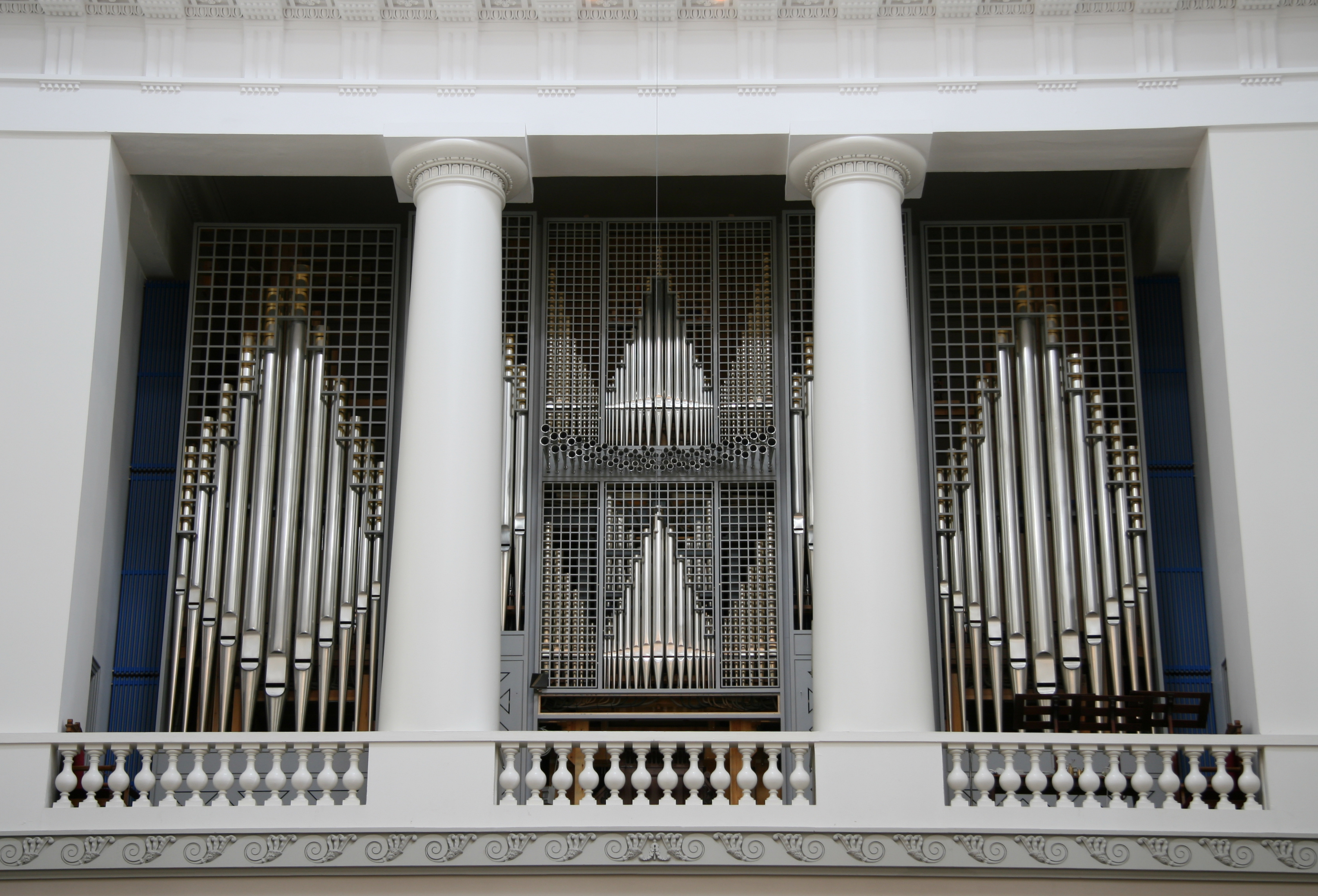
L'organo maggiore

Sulla cantoria inferiore della controfacciata, si trova l'organo a canne principale della cattedrale, costruito nel 1995 dalla ditta organaria Marcussen & Søn e restaurato nel 2001 da Carsten Lund.
Lo strumento è a trasmissione mista, meccanica per i manuali ed elettrica per i registri e le combinazioni, ed ha la consolle, con cinque manuali e pedale, a finestra. La cassa, limitata alla parte anteriore, è costituita da una griglia all'interno della quale sono inserite le canne che compongono la mostra. Queste, di principale, hanno bocca a scudo e sono disposte in più campi, lateralmente a cuspidi uniche, nella parte centrale a cuspidi con ali laterali.

#### Organo del coro
Entro due nicchie ai lati dell'abside, si trova un secondo organo a canne, costruito da Carsten Lund nel 2002.
Lo strumento è a trasmissione elettrica e la consolle, situata a pavimento nel presbiterio, ha due tastiere e pedaliera. Ogni corpo ha una propria mostra, composta da quattro cuspidi di canne di principale disposte simmetricamente, con bocche a scudo.